# 이즈카역
이즈카역(일본어: 飯塚駅 いいづかえき[*])은 일본 후쿠오카현 이즈카시에 위치한 규슈 여객철도 지쿠호 본선의 철도역이다. 단선 · 섬식의 형태를 합친 2면 3선 구조의 복합 승강장을 갖춘 지상역이다.

## 타는 곳
| 1 | ■ 후쿠호쿠유타카 선 | (상행) | 신이즈카 · 노가타 · 오리오 방면 |
| 2 | ■ 후쿠호쿠유타카 선 | (하행) | 게이센 · 사사구리 · 하카타 방면 |
| 3 | ■ 후쿠호쿠유타카 선 | (상행) | 신이즈카 · 노가타 · 오리오 방면 |
| 3 | ■ 후쿠호쿠유타카 선 | (하행) | 게이센 · 사사구리 · 하카타 방면 |

## 이용 현황
| 승차 인원 추이 | 승차 인원 추이 |
| 연도           | 1일 평균       |
| -------------- | -------------- |
| 2007           | 1,304          |
| 2008           | 1,162          |
| 2009           | 1,159          |
| 2010           | 1,142          |
| 2011           | 1,189          |
| 2012           | 1,170          |
| 2013           | 1,181          |

## 역 주변
- 긴키 대학 규슈 단기대학
- 이즈카 시립 도서관

## 인접 역
| 지쿠호 본선          | 지쿠호 본선                       | 지쿠호 본선        |
| -------------------- | --------------------------------- | ------------------ |
| 신이즈카 노가타 방면 | ■ 후쿠호쿠유타카 선 특급 '가이오' | 게이센 하카타 방면 |
| 신이즈카 오리오 방면 | ■ 쾌속 · ■ 보통                   | 덴토 하카타 방면   |